# Arachniodes sledgei
Arachniodes sledgei är en träjonväxtart som beskrevs av Fraser-jenk. Arachniodes sledgei ingår i släktet Arachniodes och familjen Dryopteridaceae. Inga underarter finns listade.